# Климова Гора
Кли́мова Гора́ — деревня в Осташковском городском округе Тверской области. 

## География
Деревня расположена на берегу озера Селигер, расстояние до города Осташкова 71 км (по автодороге), 17 км (по воде). В 0,5 км на юг от деревни расположен погост Троица-Переволок.

## История
В 1851 году на погосте Троица-Переволок близ деревни была построена каменная Троицкая церковь, метрические книги с 1780 года.
В конце XIX — начале XX века деревня с погостом являлась центром Павлиховской волости Осташковского уезда Тверской губернии. 
С 1929 года деревня входила в состав Задубского сельсовета Осташковского района Великолукского округа Западной области, с 1935 года — в составе Калининской области, с 1994 года — в составе Задубского сельского округа, с 2005 года — в составе Мошенского сельского поселения, с 2017 года — в составе Осташковского городского округа.

## Население
| 1859 | 1889 | 2002 | 2008 | 2010 |
| ---- | ---- | ---- | ---- | ---- |
| 149  | ↗227 | ↘28  | ↘20  | ↘16  |

## Достопримечательности
На погосте близ деревни расположена действующая Церковь Троицы Живоначальной (1851).